# Aknai
Az Aknai régi magyar családnév, amely a származási helyre utalhat: Désakna (Románia, korábban Szolnok-Doboka vármegye), Kolozsakna (Románia, korábban Kolozs vármegye) Vízakna (Románia, korábban Alsó-Fehér vármegye),  Aknaszlatina (Ukrajna, korábban Máramaros vármegye).

## Híres Aknai vagy Aknay nevű személyek
Aknai
- Aknai János (1908–1992) válogatott magyar labdarúgó, kapus
- Aknai Tamás (1945) magyar művészettörténész, egyetemi tanár

Aknay
- Aknay János (1949) magyar festő, szobrász